# عدد مثلثی
عدد مثلثی (به انگلیسی: Triangular number) به معنی حاصل جمع اعداد متوالی طبیعی گفته می‌شود به این صورت که اولین عدد مثلثی مساوی است با مجموع یک عدد از اعداد طبیعی، دومین عدد برابر است با مجموع دو عدد از اعداد طبیعی، سومین عدد برابر است با مجموع سه عدد از اعداد طبیعی و ...
اگر هر دو عدد پشت سرهم در سری اعداد مثلثی را با هم جمع کنیم حاصل جمع یک عدد مربع می‌شود. مثلاً" ۴=۳+۱ یا ۹=۶+۳ یا ۱۶=۱۰+۶ و ...
| * | * · * · * | * · * · * · * · * · * | * · * · * · * · * · * · * · * · * · * | * · * · * · * · * · * · * · * · * · * · * · * · * · * · * | * · * · * · * · * · * · * · * · * · * · * · * · * · * · * · * · * · * · * · * · * |

## فرمول(ها)
اعداد مثلثی با فرمول های زیر به دست می‌آیند:
{\displaystyle T_{n}=\sum _{k=1}^{n}k=1+2+3+\dotsb +n={\frac {n(n+1)}{2}}={\frac {n^{2}+n}{2}}={n+1 \choose 2}}
که در آن {\textstyle {n+1 \choose 2}} نشان دهنده یک ضریب دوجمله‌ای است. این نماد تعداد جفت‌های متمایزی را نشان می‌دهد که از میان {\displaystyle n+1} شیء قابل انتخاب هستند؛ و به صورت "انتخاب دو از {\displaystyle n+1}" خوانده می‌شود.
معادله اول را می‌توان با استفاده از یک اثبات تصویری نمایش داد. برای هر عدد مثلثی {\displaystyle T_{n}} یک چینش «نیمه مستطیلی» از اشیاء متناظر با آن عدد مثلثی تصور کنید(مانند شکل زیر). کپی کردن این چیدمان و چرخاندن آن برای ایجاد یک شکل مستطیلی، تعداد اجسام را دو برابر می‌کند و یک مستطیل با ابعاد {\displaystyle n\times (n+1)} تولید می‌کند. ابعاد این مستطیل، تعداد اشکال درونش را نیز نشان می‌دهند. واضح است که خود عدد مثلثی همیشه دقیقاً نصف تعداد اشیاء در چنین شکلی است؛ یا: {\displaystyle T_{n}={\frac {n(n+1)}{2}}}. مثال برای {\displaystyle T_{4}} به شرح زیر است:
{\displaystyle 2T_{4}=4(4+1)=20} (سبز به علاوه زرد) نشان می‌دهد که {\displaystyle T_{4}={\frac {4(4+1)}{2}}=10} (سبز).
این فرمول را می‌توان با استفاده از استقرای ریاضی اثبات کرد. این به وضوح برای عدد {\displaystyle 1} درست است:
{\displaystyle T_{1}=\sum _{k=1}^{1}k={\frac {1(1+1)}{2}}={\frac {2}{2}}=1}

حال فرض کنید که برای عدد طبیعی {\displaystyle m} خواهیم داشت: {\displaystyle T_{m}=\sum _{k=1}^{m}k={\frac {m(m+1)}{2}}} . با افزودن {\displaystyle m+1} به آن، به این صورت خواهد بود:
بنابراین اگر فرمول برای {\displaystyle m} درست باشد، برای {\displaystyle m+1} نیز درست است و از آنجایی که به وضوح برای {\displaystyle 1} درست است، بنابراین برای {\displaystyle 2}، {\displaystyle 3} و در نهایت همه اعداد طبیعی {\displaystyle n} با استقرا درست است.